# Центр моего мира
«Центр моего мира» нем. Die Mitte der Welt — романтический драматический фильм о совершеннолетии, снятый Якобом М. Эрвой в 2016 году, основанный на романе-бестселлере 1998 года «В центре Вселенной», написанном Андреасом Штайнхофелем.

## Сюжет
Семнадцатилетний Фил возвращается из летнего лагеря домой, где он живёт со своей матерью Гласс и сестрой-близнецом Дианной. Они едва общаются с другими жителями этой деревни, которые считают семью Фила странной — говорят, что Дианна может разговаривать с животными. Однако их часто посещает Тереза, адвокат, у которой всегда есть несколько полезных советов для Фила. Фил замечает, что что-то изменилось между его матерью и его сестрой и что они больше не разговаривают друг с другом. Последние дни своих летних каникул он проводит со своей лучшей подругой Кэт. Когда начинается учебный год,  в класс входит загадочный Николас. Фил чувствует к нему притяжение, и вскоре они вступают в страстную любовную интригу, хотя это переворачивает чувства Фила с ног на голову, потому что он не знает, что думает о нём сам Николас. Найти центр своего мира становится самой большой проблемой Фила.

## В ролях
| Актёр                 | Роль                  |
| --------------------- | --------------------- |
| Луис Хофман           | Фил                   |
| Янник Шуман           | Николас               |
| Сабина Тимотео        | Гласс                 |
| Ада Филине Штаппенбек | Дианна                |
| Свенья Юнг            | Кет                   |
| Саша Александр Гершак | Михаэль               |
| Инка Фридрих          | Тереза                |
| Нина Пролль           | Паскаль               |
| Томас Горицкий        | мистер Ханель учитель |
| Клеменс Ребайн        | Кайл                  |

## Награды
Московский международный кинофестиваль
- Номинирован в главном конкурсе на золотого «святого Георгия»[2]

Мюнхенский кинофестиваль
- Номинирован в категории Лучший сценарий
- Номинирован в категории Лучший режиссёр[3]